# Lankanaltica
Lankanaltica is een geslacht van kevers uit de familie bladkevers (Chrysomelidae).
De wetenschappelijke naam van het geslacht werd in 2003 gepubliceerd door Kimoto.

## Soorten
- Lankanaltica fulva Kimoto, 2003